# 바르톨로메 에스테반 무리요
바르톨로메 에스테반 무리요(스페인어: Bartolomé Esteban Murillo, 1617년 12월말 ~ 1682년 4월 3일)는 스페인 바로크 화가이며, 스페인의 '라파엘로 Rafaello'라고 불린다. 세비야 태생으로 세비야 학파 Escuela Sevillana 의 대표적인 화가이다. 산타 테레사 거리 Calle Santa Teresa에는 무리요가 살던 집이 현재 박물관으로 일반에게 개장된다. 세비야 대성당에는 이 성 안토니오 예배당의 제단화인 <성 안토니오의 환상>(1656) 은 그의 대표적인 작품으로, 한때 도난을 당하기도 했다. 세비야의 수호성녀를 그린 <산타 후스타와 루피나>(1666) 이 세비야 미술관 Museo de Bellas Artes de Sevilla 에 전시되어 있다. 종교적 작품으로 유명하나, 다수의 여성과 어린이의 그림을 또한 남겼다. 그의 생기 넘치고 사실적인 꽃을 든 소녀, 거리의 부랑아들, 걸인들의 그림은 당대의 광범위하고 매력적인 일상의 기록을 이룬다.